# 義大利-阿爾巴尼亞天主教倫格羅教區
義大利-阿爾巴尼亞天主教倫格羅教區（拉丁語：Eparchia Lungrensis），是義大利一個東儀天主教教區（義大利-阿爾巴尼亞拜占庭禮）。直屬聖座。
教區成立於1919年2月13日，座堂位於倫格羅。現任教區主教為多納多·奧利韋里奧。2009年有教友32,900人，佔總人口99.7%。有廿九個堂區（廿五個位於科森札省，兩個位於波坦察省，兩個分別位於萊切和佩斯卡拉省）、司鐸四十一位。